# Route 7 (Bolivie)
Pour les articles homonymes, voir Route 7.
La Route 7 (en espagnol : Ruta 7) est route majoritairement revêtues de 488 km en Bolivie, au centre du pays, qui traverse les départements de Cochabamba et Santa Cruz entre Cochabamba et l'intersection avec la Route 9 à El Carmen, à quelques kilomètres de Santa Cruz de la Sierra.
La route a été ajoutée au réseau principal routier (Red Vial Fundamental) par le décret suprême 25.134 du 31 août 1998.

## Villes traversées

### Département de Cochabamba
- km 0: Cochabamba
- km 33: Tolata
- km 40: San Benito
- km 43: Paracaya (Punata)

### Département de Santa Cruz
- km 261: Comarapa
- km 366: Mairana
- km 382: Samaipata
- km 481: La Guardia
- km 488: El Carmen